# São Nicolau (Lisbona)
São Nicolau è una ex freguesia del Portogallo e un quartiere della città di Lisbona.
La freguesia è stata soppressa in seguito alla riforma amministrativa dell'8 novembre del 2012, entrata in vigore in seguito alle elezioni locali del 2013. Il suo territorio è stato accorpato alla neocostituita freguesia di Santa Maria Maior.